# Великата илюзия
„Великата илюзия“ (на френски: La Grande Illusion) е френска военна драма от 1937 г. на режисьора Жан Реноар, който е съсценарист с Шарл Спак. Във филма участват Жан Габен, Пиер Фресне, Ерих фон Щрохайм и Дита Парло. Заглавието на филма идва от книгата „Великата илюзия“, написана от британския журналист Норман Ейнджъл през 1909 г.
Филмът е определян от критиците и филмовите историци като един от шедьоврите на френското кино, както и един от най-великите филми на всички времена.

## Актьорски състав
- Жан Габен – лейтенант Марешал
- Марсел Далио – лейтенант Розентал
- Пиер Фресне – капитан Дьо Боелдьо
- Ерих фон Щрохайм – Фон Рауфенщайн
- Дита Парло – Елза
- Жулиен Карет – Картие
- Гастон Модо – инженер